# Sanda Toma
Sanda Toma, född den 17 mars 1970 i Periş, Rumänien, är en rumänsk kanotist.
Hon tog OS-brons på K-4 500 meter i samband med de olympiska kanottävlingarna 2000 i Sydney.